# Melanargia macronereus
Melanargia macronereus är en fjärilsart som beskrevs av Ruggero Verity 1957. Melanargia macronereus ingår i släktet Melanargia och familjen praktfjärilar. Inga underarter finns listade i Catalogue of Life.